# Vế của phương trình
Trong toán học, VT là viết tắt chính thức cho vế trái của một phương trình. Tương tự, VP là vế phải. Hai vế có cùng giá trị, được biểu thị khác nhau, vì đẳng thức là tập hợp tương đương.
Tổng quát hơn, những giá trị này có thể áp dụng đối với một bất phương trình hoặc bất đẳng thức; vế phải là mọi thứ ở phía bên phải của toán tử kiểm tra trong một biểu thức, với vế trái được định nghĩa tương tự.

## Ví dụ
Cho phương trình {\displaystyle x+5=y+8}. Từ phương trình này ta suy ra được vế trái và vế phải ở bên dưới.

## Vế trái
Biểu thức bên trái của dấu "=" là vế trái của phương trình.
Từ ví dụ trên, ta có:
{\displaystyle x+5} là vế trái (VT).

## Vế phải
Biểu thức bên phải của dấu "=" là vế phải của phương trình.
Cũng từ ví dụ trên, ta có:
{\displaystyle y+8} là vế phải (VP).

## Phương trình đồng nhất và không đồng nhất
Trong việc giải các phương trình toán học, đặc biệt là phương trình tuyến tính đồng thời, phương trình vi phân và phương trình tích phân, thuật ngữ thuần nhất thường được sử dụng cho các phương trình với một số biến đổi tuyến tính trái trên VT và 0 trên VP. Ngược lại, một phương trình có VP khác 0 được gọi là không thuần nhất hoặc không thuần nhất, như được ví dụ bằng
Lf = g,
với g là một hàm cố định, phương trình nào sẽ được giải cho f. Khi đó bất kỳ nghiệm nào của phương trình không thuần nhất có thể có một nghiệm của phương trình thuần nhất được thêm vào đó, và vẫn là một nghiệm.
Ví dụ trong vật lý toán học, phương trình thuần nhất có thể tương ứng với một lý thuyết vật lý được hình thành trong không gian trống, trong khi phương trình không đồng nhất yêu cầu các giải pháp 'thực tế' hơn với một số vật chất hoặc các hạt mang điện.

## Cú pháp
Nói một cách trừu tượng hơn, khi sử dụng ký hiệu Infix
T * U
thuật ngữ T là viết tắt của vế trái và U là vế phải của toán tử *. Tuy nhiên, cách sử dụng này ít phổ biến hơn.